# Krzewina, Warmińsko-Mazurskie
Krzewina [kʂɛˈvina] (tiếng Đức: Strauchmühl) là một ngôi làng thuộc khu hành chính của Gmina Bisztynek, thuộc hạt Bartoszycki, Warmińsko-Mazurskie, ở miền bắc Ba Lan. Nó nằm khoảng 3 kilômét (2 mi) về phía tây của Bisztynek, 21 km (13 mi) phía nam Bartoszyce và 40 km (25 mi) về phía đông bắc của thủ đô khu vực Olsztyn.